# Thermoproteus
Thermoproteus ist eine Gattung von Archaeen aus der Klasse Thermoprotei. Die Organismen dieser Gattung sind thermophil und schwefelabhängig. Sie sind mit den Gattungen Sulfolobus, Pyrodictium und Desulfurococcus verwandt.

## Beschreibung
Die stäbchenförmigen, begeißelten Mikroorganismen sind hyperthermophil: sie wachsen bei Temperaturen von bis zu 95 °C.
Sie sind Schwefelwasserstoff-autotrophe Anaerobier – sie wachsen in der Natur durch die Reduktion von Schwefel; aber in Kultivierung wachsen sie per Schwefelatmung viel schneller.
Ihre Zellmembran besteht aus besonderen Lipiden, die Glycerinderivate darstellen, die über Etherbindungen (nicht wie sonst üblich über Esterbindungen) an verzweigte Fettsäuren mit 20 bis 40 Kohlenstoffatomen gebunden sind.
Die Doppelbindungen in diesen Molekülen sind in der Regel konjugiert.
Wie bei allen Thermoproteota (früher „Crenarchaeota“  genannt) besteht die Zellmembran aus einer einfachen Lipidschicht, deren Moleküle aus zwei polaren Enden um ein aliphatisches Segment bestehen.
Die Stäbchenzellen sind bis zu 100 μm lang bei einem Durchmesser bis zu ca. 4 µm und vermehren sich durch Knospung an den Zellenden.
Wie andere hyperthermophile Organismen ist Thermoproteus ein lebendes Beispiel für einige der ältesten Organismen der Erde, die basal im Stammbaum der Archaeen stehen.
Thermoproteus-Vertreter wurden in sauer-heißen Quellen in Island, Italien, Nordamerika, Neuseeland, auf den Azoren und in Indonesien gefunden. Ihre optimale Entwicklungstemperatur liegt bei ca. 85 °C.

## Genomstruktur
Die Genom-Sequenzierung von Thermoproteus-Vertretern hat viel über die Stoffwechselvorgänge dieser Organismen verraten. Beispielsweise ist das Genom von der Typusart Thermoproteus tenax vollständig sequenziert worden. Die Gesamtlänge des Genoms des Referenzstamms Kra 1 beträgt 1,84 Mbp (Megabasenpaare), die Doppelstrang-DNA ist zirkulär. Die Gene sind in Operons (gemeinsam transkribierten Clustern) angeordnet.

## Systematik und Phylogenie
Die gegenwärtig akzeptierte Taxonomie basiert auf der List of Prokaryotic names with Standing in Nomenclature (LPSN), sowie dem National Center for Biotechnology Information (NCBI), mit Ergänzungen gemäß der Genome Taxonomy Database (GTDB) – Stand 19. Juli 2025:
Gattung Thermoproteus Zillig & Stetter 1982(L,N,G)
- Spezies Thermoproteus tenax Zillig & Stetter 1982(L,B,N,G)[3] (Typusart)
  - Stamm Kra 1(L,B,N,G) alias ATCC 35583; DSM 2078; JCM 9277; NBRC 100435(L,B,N)
– Fundort: Sauere Thermalquelle/Schlammloch in einem solfatarischen Feld, Krafla, Island(B)

- Spezies Thermoproteus thermophilus Yim et al. 2015(L,B,N) [inkl. Thermoproteus sp. CBA1502(N)]
  - Stamm ATCC BAA-2416; CBA1502; JCM 17229(L,B,N)
– Fundort: Heißes Solfatarisches Sediment, Vulkan Mayon, Philippinen(B,N)

- Spezies „Thermoproteus uzoniensis“ Bonch-Osmolovskaya et al. 1990(L,B,N,G)
  - Stamm DSM 5263; Z-605(L,B,N)
– Fundort: Thermalquelle/Solfatar (Boden), Uson Caldera, Kamtschatka, Russland(N)
  - Stamm 768-20(N,G)
– Fundort: Thermisches Solfatarenfeld in der Nähe des Vulkans Mutnowski, Kamtschatka, Russland(N)
  - Stamm MAG35(N,G)
– Fundort: Arkashin Schurf[7], Uson Caldera, Kamtschatka, Russland(N)

- Spezies Thermoproteus sp000960885(G) [Thermoproteus sp. AZ2](N)
  - Stamm AZ2(N) alias JZWT02000000(N,G)
– Fundort: Los Azufres National Park, Mexiko(N)

- Spezies Thermoproteus sp002077075(G) [Thermoproteus sp. CP80(N), Thermoproteus sp. CIS_19(N), Thermoproteus sp. JCHS_4(N)]
  - Stamm CP80(N,G)
– Fundort: Cinder Pool, Thermalquelle im Yellowstone-Nationalpark, Wyoming, USA(N)[8]
  - Stamm CIS_19(N) alias LOCA01000000(N,G)
– Fundort: Cistern Spring, Thermalquelle im Yellowstone-Nationalpark, USA
  - Stamm JCHS_4(N) alias LOBZ01000000(N,G)
– Fundort: Joseph's Coat Hot Spring,[9] Thermalquelle im Yellowstone-Nationalpark, Wyoming, USA
  - Stämme EvPrim.Bin4; RSEP8; RSNP7; RSNS9; 2016_B01_C_7; RBS.bin.1; RBP.bin.3(G)

- Spezies Thermoproteus sp002497345(G) [Thermoproteus sp. UBA157(N)]
  - Stamm UBA157(N,G)
– Fundort: Shi-Huang-Ping (alias Szehuangtzeping, SHP) Thermalquelle, Datun-Vulkangruppe (大屯火山群, Tatun Volcanic Group, TVG), Nord-Taiwan(N)

- Spezies Thermoproteus sp038893495(G)
  - Stamm ZMQL_201912_bins_1(G)– Fundort: ZMQL-Pool, Tengchong, Yunnan, China(N)
  - Stämme DRTY-9_202101_bins_3; DRTY-2_202007_bins_8; DRTY-6_202007_bins_35; DRTY-10_202101_bins_3; DRTY-9_201912_bins_3; DRTY-10_201912_bins_11; DRTY-3_202007_bins_3(G)
– Fundort: DRTY-Quellen 2, 6, 9, und 10, Tengchong, Yunnan, China(N)

- Spezies Thermoproteus sp041287225(G) [Thermoproteus sp. isolate KC_019(N)]
  - Stamm KC_019(N,G)
– Fundort: Candradimuka Hot Springs,[10] Banjarnegara, Zentral-Java, Indonesien

- Spezies Thermoproteus sp. GDH-1(N)
  - Stamm GDH-1(N)[11][12]
– Fundort: terrestrische heiße Quelle auf der Insel Kodakara (Kodakara-jima),[13] Tokara-Inseln, Japan[12]

- Spezies Thermoproteus sp. IC-031(N)
  - Stamm IC-031(N) alias JCM14452 oder NBRC 100792[14]
– Fundort: Wasser einer Thermalquelle, Okushiobara,[15][16] Tochigi, Japan.[14]

- Spezies Thermoproteus sp. IC-033(N) [Thermoproteus sp. JCM 14453(B)]
  - Stamm IC-033(B,N) alias JCM 14453(B)
– Fundort: Solfatariischer Boden vom Mt. Chausu-dake,[17] Tochigi, Japan(B)

- Spezies Thermoproteus sp. IC-061(N) [Thermoproteus sp. JCM 14454(B)]
  - Stamm IC-061(B,N) alias JCM 14454, NBRC 100794(B)
– Fundort: Heißes Quellwasser vom Sohunzan-Onsen, Hakone, Kanagawa, Japan(B)

- Spezies Thermoproteus sp. IC-062(N) [Thermoproteus sp. JCM 14455(B)]
  - Stamm IC-062(N,B) alias JCM 14455, NBRC 100795(B)
– Fundort: Heißes Quellwasser vom Sohunzan-Onsen, Hakone, Kanagawa, Japan(B)

- Spezies Thermoproteus sp. IC-070(N) [Thermoproteus sp. JCM 14456(B)]
  - Stamm IC-070(B,N) alias JCM 14456(B)
– Fundort: Solfatar-Boden am Mt. Chausu-dake,[17] Tochigi, Japan(B)

- Spezies Thermoproteus sp. JCM 14457(B)
  - Stamm IC-091 alias JCM 14457, NBRC 100796(B)
– Fundort: Heißer Schlamm, Noji, Fukushima, Japan(B)[18]

Die Spezies
- Thermoproteus neutrophilus Stetter & Zillig 1989(L,N)

mit Stamm V24Sta wurde in die Gattung Pyrobaculum verschoben mit der neuen Bezeichnung
- Pyrobaculum neutrophilum (Stetter & Zillig 1989) Chan et al. 2013(L,B,N)

(B) – BacDive – the Bacterial Diversity Metadatabase (DSMZ)
(G) – Genome Taxonomy Database
(L) – List of Prokaryotic names with Standing in Nomenclature (DSMZ)
(N) – Taxonomie des National Center for Biotechnology Information
|   | T. tenax Zillig & Stetter 1982                                                                                   |
|   | |
| I | \| \| T. thermophilus Yim et al. 2015 \| \| \| \| \| \| T. uzoniensis Bonch-Osmolovskaya et al. 2001 \| \| \| \| |
|   | \| \| T. thermophilus Yim et al. 2015 \| \| \| \| \| \| T. uzoniensis Bonch-Osmolovskaya et al. 2001 \| \| \| \| |
|   | T. thermophilus Yim et al. 2015                                                                                  |
|   | |
|   | T. uzoniensis Bonch-Osmolovskaya et al. 2001                                                                     |
|   | |

|  | T. thermophilus Yim et al. 2015              |
|  |                                              |
|  | T. uzoniensis Bonch-Osmolovskaya et al. 2001 |
|  |                                              |

|   | T. tenax Zillig & Stetter 1982                                                                                   |
|   | |
| I | \| \| T. thermophilus Yim et al. 2015 \| \| \| \| \| \| T. uzoniensis Bonch-Osmolovskaya et al. 2001 \| \| \| \| |
|   | \| \| T. thermophilus Yim et al. 2015 \| \| \| \| \| \| T. uzoniensis Bonch-Osmolovskaya et al. 2001 \| \| \| \| |
|   | T. thermophilus Yim et al. 2015                                                                                  |
|   | |
|   | T. uzoniensis Bonch-Osmolovskaya et al. 2001                                                                     |
|   | |

|  | T. thermophilus Yim et al. 2015              |
|  |                                              |
|  | T. uzoniensis Bonch-Osmolovskaya et al. 2001 |
|  |                                              |

| Thermoproteus               | \| \| T. tenax \| \| \| \| \| \| T. uzoniensis \| \| \| \| |
| Vorlage:Klade/Wartung/Style | \| \| T. tenax \| \| \| \| \| \| T. uzoniensis \| \| \| \| |
|                             | T. tenax                                                   |
|                             |                                                            |
|                             | T. uzoniensis                                              |
|                             |                                                            |

|  | T. tenax      |
|  |               |
|  | T. uzoniensis |
|  |               |

## Zellaufbau und Stoffwechsel

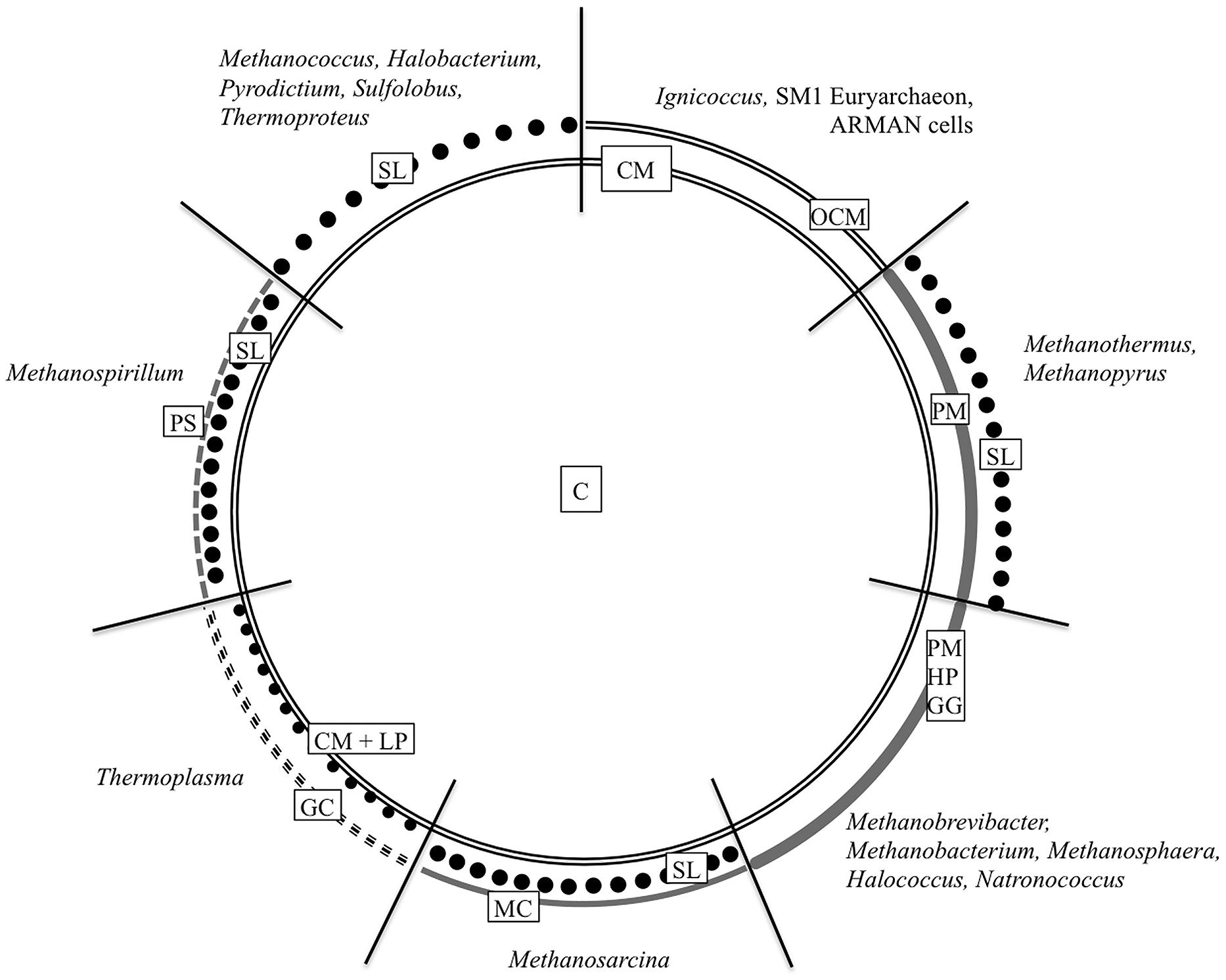
Zellwandorganisation von Archaeen, inklusive Thermoproteota (schematisch). C, Zytoplasma; CM, Zytoplasmamembran; GC, Glykokalyx; GG, Glutaminylglycan; HP, Heteropolysaccharid; LP, Lipoglycane; MC, Methanochondroitin; OCM, äußerste Zellmembran oder Außenmembran; PM, Pseudomurein; PS, Proteinhülle; SL, S-Layer.

Der Stoffwechsel von Thermoproteus und anderen hyperthermophilen Organismen wurde inzwischen in großem Umfang erforscht. Thermoproteus lebt autotroph durch Schwefelreduktion, wächst aber durch Schwefelatmung in der Kultur viel schneller. Bei T. tenax ermöglichen mehrere Stoffwechselwege der Zelle, je nach ihrem Energiebedarf (abh. von den Entwicklungs- oder Wachstumsstadien) eine bestimmte Art des Stoffwechsels zu wählen. Wie alle Archaeen besitzt Thermoproteus charakteristische Membranlipide, bei denen es sich um etherverknüpfte Glycerinderivate mit Verzweigungen und 20 oder 40 Kohlenstoffatomen handelt. Die Doppelbindungen der ungesättigten Lipide ist im Allgemeinen konjugiert (im Gegensatz zu den unkonjugierten bei Bakterien und Eukaryoten).
Bei Thermoproteus, wie auch bei allen anderen Thermoproteota („Crenarchaeota“, z. B. Thermosphaera) überwiegen die 40-Kohlenstoff-Lipide, die die gesamte Membran bedecken.
Dies führt dazu, dass die Membran aus Monoschichten mit polaren Gruppen an jedem Ende besteht.
Die Zellen sind stäbchenförmig mit einem Durchmesser von bis zu 4 Mikrometern und einer Länge von bis zu 100 Mikrometern und vermehren sich, indem sie am Ende der Zelle Verzweigungen bilden, die zu eigenen neuen Zellen heranwachsen. Sie sind durch Geißeln (‚Archaellen‘) beweglich.

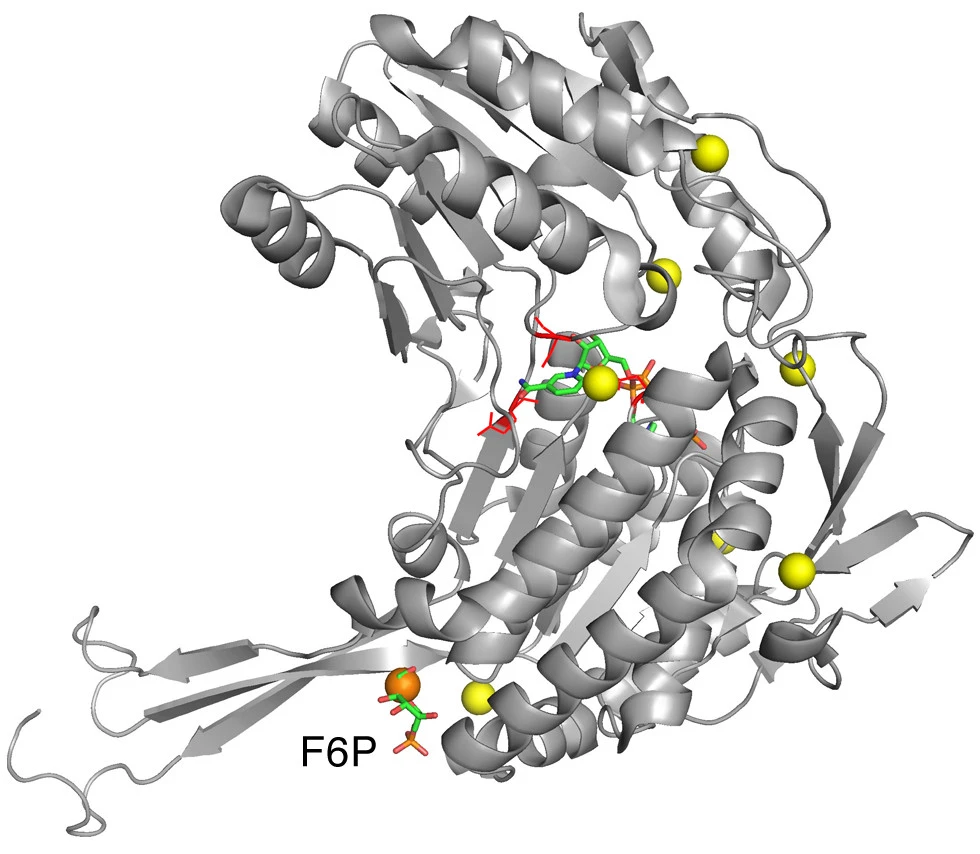
Vorausgesagte „Taschen“ und Liganden am Beispiel der Thermoproteus tenax Glyceraldehyd-3-Phosphat-Dehydrogenase (TtGAPN), nur ein einziges Proteinmonomer ist dargestellt.

## Ökologie
Mitglieder der Gattung Thermoproteus kommen in sauren heißen Quellen und Solfataren vor; sie wurden in diesen Lebensräumen u. a. in Island, Italien, Nordamerika, Neuseeland, den Azoren und Indonesien isoliert. Ihre optimale Wachstumstemperatur beträgt 85 °C.

## Viren

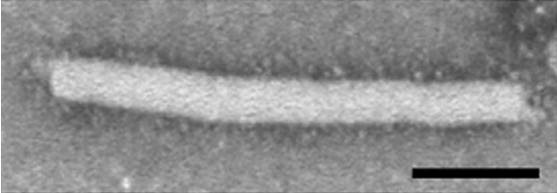
Negativ-Kontrast-EM-Aufnahme eines Virions von TTV1. Balken: 100 nm.

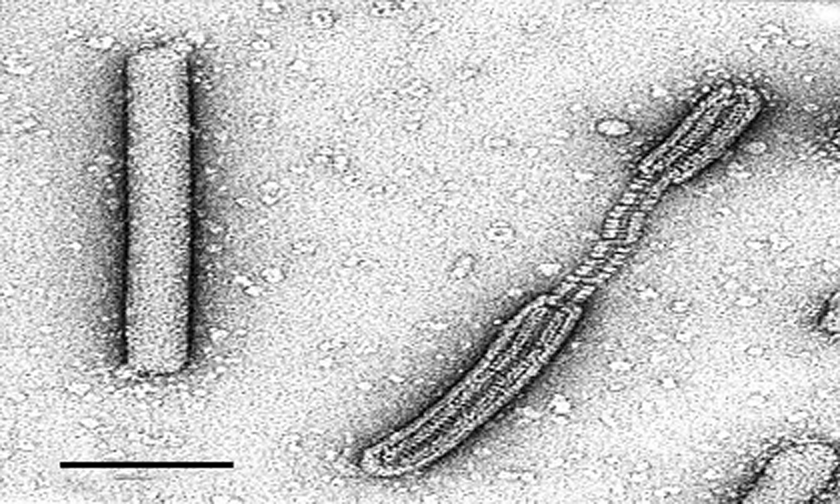
Negativ-Kontrast-EM-Aufnahme intakter und teilweise zersetzter Virionen von TTV1, mit Darstellung der Hülle und des Kerns. Balken: 100 nm.

Ein Beispiel für ein Virus, das Thermoproteus-Archaeen infiziert, ist das  Thermoproteus tenax virus 1 (TTV1, Spezies Betatristromavirus kraflaense) aus der Familie Tristromaviridae.
Auch in der Familie Globuloviridae gibt es Vertreter, die Thermoproteus-Arten infizieren, etwa Thermoproteus tenax spherical virus 1 (TTSV1, Spezies Alphaglobulovirus cinderense) und Thermoproteus spherical piliferous virus 1 (TSPV1, Spezies Alphaglobulovirus sileriense). Globuloviren infizieren allgemein Mitglieder der in extremen geothermischen Umgebungen gedeihenden hyperthermophilen Archaeen der Gattungen Pyrobaculum und Thermoproteus. Die Infektion führt nicht zur Lyse der Wirtszellen, andererseits integriert sich das virale Genom aber auch nicht in das Wirtsgenom.

## Weiterführende Literatur
- Andrés Santos, Pablo Bruna, Jaime Martinez-Urtaza, Francisco Solis, Bernardita Valenzuela, Pedro Zamorano, Leticia Barrientos: Two Archaeal Metagenome-Assembled Genomes from El Tatio Provide New Insights into the Crenarchaeota Phylum. In: MDPI: Genes, Band 12, Nr. 3, 9. März 2021, S. 391; doi:10.3390/genes12030391 (englisch).

### Benutzte Literatur
- Judicial Commission of the International Committee on Systematics of Prokaryotes: The nomenclatural types of the orders Acholeplasmatales, Halanaerobiales, Halobacteriales, Methanobacteriales, Methanococcales, Methanomicrobiales, Planctomycetales, Prochlorales, Sulfolobales, Thermococcales, Thermoproteales and Verrucomicrobiales are the genera Acholeplasma, Halanaerobium, Halobacterium, Methanobacterium, Methanococcus, Methanomicrobium, Planctomyces, Prochloron, Sulfolobus, Thermococcus, Thermoproteus and Verrucomicrobium, respectively. Opinion 79. In: International Journal of Systematic and Evolutionary Microbiology. 55. Jahrgang, Nr. 1, 1. Januar 2005, S. 517–518, doi:10.1099/ijs.0.63548-0, PMID 15653928 (englisch).
- Siegfried Burggraf, Harald Huber, Karl O. Stetter: Reclassification of the crenarchael orders and families in accordance with 16S rRNA sequence data. In: International Journal of Systematic and Evolutionary Microbiology. 47. Jahrgang, Nr. 3, 1. Juli 1997, S. 657–660, doi:10.1099/00207713-47-3-657, PMID 9226896 (englisch).